# Shaun Cassidy
Shaun Paul Cassidy (Los Angeles, 27 settembre 1958) è un attore televisivo, cantante, sceneggiatore e produttore televisivo statunitense.

## Filmografia parziale

### Attore televisivo
- Nel tunnel dei misteri con Nancy Drew e gli Hardy Boys (The Hardy Boys/Nancy Drew Mysteries) - 46 episodi (1977-1979)
- Breaking Away - 8 episodi (1980-1981)
- General Hospital - 10 episodi (1987)
- La signora in giallo (Murder, She Wrote) - serie TV, episodio 3x14 (1987)
- Once Upon a Texas Train - film TV (1988)
- Matlock - 2 episodi (1988)
- Alfred Hitchcock presenta (Alfred Hitchcock Presents) - 1 episodio (1988)
- Roots: The Gift - film TV (1988)

### Sceneggiatore televisivo
- Artigli (Strays) - film TV (1991)
- American Gothic - 5 episodi (1995-1996)
- Roar - 13 episodi (1997)
- Players - 18 episodi (1997-1998)
- Hollyweird - film TV (1998)
- Cover Me: Based on the True Life of an FBI Family - 4 episodi (2000)
- The Agency - 7 episodi (2002-2003)
- Invasion - 16 episodi (2005-2006)
- Ruby & the Rockits - 10 episodi (2009)
- Emerald City - 2 episodi (2017)
- New Amsterdam - 8 episodi (2018-2022)

### Produttore esecutivo
- American Gothic - 3 episodi (1995)
- Roar - 13 episodi (1997)
- Hollyweird - film TV (1998)
- Cover Me: Based on the True Life of an FBI Family - 23 episodi (2000-2001)
- The Agency - 45 episodi (2001-2003)
- Cold Case - Delitti irrisolti (Cold Case) - 4 episodi (2003)
- Invasion - 22 episodi (2005-2006)
- Ruby & the Rockits - 10 episodi (2009)
- Blue Bloods - 12 episodi (2011-2012)
- Emerald City - 10 episodi (2017)
- New Amsterdam - 79 episodi (2018-2022)

## Discografia

### Album in studio
- 1977 - Shaun Cassidy (Warner Bros./Curb)
- 1977 - Born Late (Warner Bros./Curb)
- 1978 - Under Wraps (Warner Bros./Curb)
- 1979 - Room Service (Warner Bros./Curb)
- 1980 - Wasp (Warner Bros.)

### Album dal vivo
- 1979 - That's Rock 'n' Roll Live (Warner Bros./Curb)

### Raccolte
- 1992 - Greatest Hits (Curb)

### Colonne sonore
- 1995 - Blood Brothers (con David Cassidy e Petula Clark) (First Night/Relativity)

## Vita privata
Ha avuto un fratello maggiore, David Cassidy, anch'egli attore e cantante, deceduto nel 2017, e ha due fratelli minori, l'attore e cantante Patrick Cassidy e Ryan Cassidy.
È stato sposato tre volte e ha avuto sette figli: con la prima moglie, la modella Ann Pennington, è stato sposato dal 1979 al 1993 ed ha avuto due figli; con l'attrice Susan Diol è stato sposato dal 1995 al 2003 ed ha avuto una figlia; con la produttrice Tracey Lynne Turner è sposato dal 2004 ed ha avuto quattro figli.